# Crescent (album Gackta)
Crescent – czwarty album studyjny japońskiego artysty Gackta, wydany 3 grudnia 2003. Jest on koncepcyjnie połączony ze swoim poprzednikiem MOON i zawiera dwie broszury dla obu albumów (MOON jej nie zawierał). Płyta zawiera również utwór Orenji no taiyō, który artysta wykonał w duecie z wokalistą zespołu L’Arc-en-Ciel, HYDE, z którym Gackt zagrał w filmie Moon Child w 2003 roku.
Crescent jest postrzegany jako punkt zwrotny w karierze Gackta. Lirycznie emocjonalny i muzycznie zróżnicowany zapis, jest często postrzegany jako najsilniejsza płyta Gackta. Utwór Kimi ga matteiru kara został wykorzystany w zakończeniu pierwszego filmu trylogii Zeta Gundam A New Translation: Heirs to the Stars, utwór mind forest wykorzystano w zakończeniu drugiego filmu Lovers, a Dybbuk użyto jako drugiej piosenki kończącej trzeci film Love is the Pulse of the Stars. Album osiągnął 5 pozycję w rankingu Oricon i pozostał na listach przebojów przez 11 tygodni. Sprzedano 143 345 egzemplarzy.

## Lista utworów
Wszystkie utwory zostały skomponowane i napisane przez Gackt C (z wyjątkiem 12 utworu z HYDE).
| Nr  | Tytuł                                             | Czas |
| --- | ------------------------------------------------- | ---- |
| 1.  | „Dybbuk”                                          | 3:28 |
| 2.  | „mind forest”                                     | 4:25 |
| 3.  | „Tsuki no uta” (jap. 月の詩)                      | 4:47 |
| 4.  | „Kimi ga matteiru kara” (jap. 君が待っているから) | 4:17 |
| 5.  | „Solitary”                                        | 3:22 |
| 6.  | „Hoshi no suna” (jap. 星の砂)                     | 4:23 |
| 7.  | „Lust for blood”                                  | 5:11 |
| 8.  | „white eyes”                                      | 3:45 |
| 9.  | „Kimi ga oikaketa yume” (jap. 君が追いかけた夢)   | 4:21 |
| 10. | „Last Song”                                       | 5:19 |
| 11. | „Birdcage”                                        | 5:17 |
| 12. | „Orenji no taiyō” (jap. オレンジの太陽)           | 9:10 |

## Album credits
| - Wokal, fortepian: Gackt - Gitara, skrzypce: You - Gitara: Yukihiro “chachamaru” Fujimura - Perkusja: Toshiyuki Sugino - Perkusja: Ryūichi Nishida - Wokal gościnnie: HYDE (dzięki uprzejmości Ki/oon Records) - Gitara basowa: Toshimi Nagai - Gitara basowa: Ju-ken - Gitara basowa: Kōichi Terasawa - Gitara basowa: Jun - Skrzypce, altówka: Gen Ittetsu - Wiolonczela: Masami Horisawa - Keyboard & Orchestra arrangement: Shusei Tsukamoto | - Producent: Gackt - Współproducent: Yukihiro “chachamaru” Fujimura - Producent wykonawczy: Shigenori Nishino (Nippon Crown), You Harada (Museum Museum) - Recorded & Mixed & Pro Tools Edited: Motonari Matsumoto - Asystent Inżyniera: Michinori Sato (Burnish), Yoshitaka Ishigaki (Burnish), Chie Miyasaka (Burnish), Mitsuru Shibamoto (Prime Sound Studio Form), Satoshi Sasamoto (Prime Sound Studio Form), Katsuyuki Abe (Pradise Studio), Akinori Kaizaki (Pradise Studio), Taro Kuroda (DLT Studio) - Koordynator nagrywania: Maki Iida (Burnish) - Inżynier masteringu: Yoichi Aikawa (Rolling Sound Mastering Stuio) - Zarządzanie: Museum Museum - Kierownictwo artystyczne, projekt: Jun Misaki - Fotograf: Kenji Tsukagoshi |